# Peri (Córsega do Sul)
Peri é uma comuna francesa na região administrativa de Córsega, no departamento de Córsega do Sul. Estende-se por uma área de 23,65 km². 